# Sivi lijev
Sivi lijev je legura željeza i ugljika, gdje se ugljik izlučuje iz legure kao grafit, i to za vrijeme skrućivanja ili pri njenom žarenju (temperiranje), pa se time postiže bolja obradivost i veća sposobnost prigušivanja vibracija. Na izlučivanje grafita utječu kemijski sastav, način skrućivanja i obrada legure. Vrlo je važna količina ugljika i silicija u leguri sa željezom. Što je ta količina veća, to se više izlučuje grafita, i veći su grafitni listići. U osnovnoj strukturi grafit je strano tijelo vrlo male vlačne čvrstoće (20 N/mm2) i tvrdoće. Grafitni listići presijecaju osnovni čelični lijev i imaju zarezno djelovanje. Što ima više grafitnih listića i što su oni grublji, to su i mehanička svojstva lijeva lošija (od 120 – 300 N/mm2). Sastav sivog lijeva može se mijenjati u sljedećim granicama: 2,0 – 4,5% C, 0,5 – 3,5% Si, do 1,3% Mn, do 1% P i 0,06 – 0,15% S.
Pri jednakoj količini ugljika i pri jednakom udjelu grafita, sivi lijev može imati različita mehanička i fizička svojstva. Do tih razlika dolazi zbog različitog oblika grafita, njegove raspodjele i veličine. Čvrstoća sivog lijeva ovisi više o količini i obliku grafita, nego o osnovnoj strukturi. 
Tlačna čvrstoća sivog lijeva je 3 do 6 puta veća od vlačne čvrstoće, dok čelik ima obje te čvrstoće približno jednake. Jedna od odlika sivog lijeva je velika tlačna čvrstoća. Zato se sivi lijev u prvom redu upotrebljava na mjestima veoma opterećenim na tlak, ali se ne smije opteretiti na savijanje.

## Utjecaj grafita i ostalih legirajućih elemenata na sivi lijev
Grafit se ocjenjuje prema obliku, rasporedu i veličini. On može imati lisnat (lamelaran), kugličast i čvorast oblik. Lisnati grafiti svrstavaju se prema rasporedu u 5 klasa (od A do E): tip A ima jednoličan raspored, u tipu B grafit ima oblik gnijezda (rozeta), tip C je nadeutektički, a tipovi D i E su pothlađeni. Prema veličini grafiti čine 8 klasa. U klasu 1 idu grafitni listići koji su, pri povećanju mikroskopa od 100 puta, veći od 100 mm, a u klasu 8 listići veći od 1,5 mm. 
Pri promatranju dvodimenzionalne projekcije grafita izgleda da je svaki listić samostalan i odvojen od susjednih listića. Tek trodimezionalnim promatranjem grafita (koje je omogućeno na primjer dubokim nagrizanjem) može se utvrditi da su ti listići međusobno srašćeni i da su izrasli iz zajedničkog središta. U novijoj se literaturi navodi upravo razgranatost kao mjerilo za grafit i njegov utjecaj, a ne više veličina grafita u sivom lijevu.
Silicij je uz ugljik najvažniji kemijski element u sivom lijevu, jer smanjuje topljivost ugljika. Takvo se djelovanje silicija označuje pomoću ekvivalenta ugljika:
Cekv = C + 1/3 Si
Sličan je izraz kojim se uzima u obzir i utjecaj fosfora:
Cekv = C + 1/3 Si + 1/3 P
Eutektička količina ugljika iznosi u faznom dijagramu Fe – C – Si:
Ceu = 4,26 – 1/3 Si
U gornjim jednadžbama su Cekv, Ceu, C, Si i P izraženi u postocima (maseni udjeli). 
Mangana ima u sivom lijevu obično od 0,4 do 1,4%. Mangan smanjuje u leguri sumpor i stabilizira cementit. S ugljikom se veže u stabilan karbid Mn3C, koji s cementitom Fe3C, stvara složen spoj, pa prema tome otežava raspadanje cementita. Mangan veže sumpor u MnS, koji ne pogoršava mehanička svojstva sivog lijeva. 
Dodatak fosfora smanjuje žilavost i duktilnost, odljevci postaju krhki, a povećava se i njihova tvrdoća. Fosfor odlično olakšava dobro lijevanje slitine.

## Utjecaj brzine hlađenja i debljine stijenke
Različitom brzinom hlađenja postiže se, pri istom kemijskom sastavu sivog lijeva, različito oblikovanje grafita i osnovna struktura. Pri istom kemijskom sastavu, odljevak s tankim stijenkama brže se hladi, pa će više ugljika biti vezano na cementit, dok se u debelim stijenkama, zbog sporijeg hlađenja, izlučuje više grafita. Dešava se da se u istom odljevku, kao posljedica različitih debljina stijenki, pojavljuju različite mikrostrukture, što uzrokuje i različita mehanička svojstva, različito stezanje i unutrašnje napetosti, zbog kojih se odljevak može izobličiti ili može čak puknuti. 

## Mehanička svojstva sivog lijeva
Tlačna čvrstoća sivog lijeva je 3 do 6 puta veća od vlačne čvrstoće, dok čelik ima obje te čvrstoće približno jednake. Jedna od odlika sivog lijeva je velika tlačna čvrstoća. Zato se sivi lijev u prvom redu upotrebljava na mjestima veoma opterećenim na tlak, ali se ne smije opteretiti na savijanje. 
Vlačna čvrstoća sivog lijeva manje ovisi o kemijskom sastavu, a više o obliku grafita. Grafitni listići imaju zarezno djelovanje, što smanjuje vlačnu čvrstoću (od 120 – 300 N/mm2). Istezanje sivog lijeva s listićima grafita je neznatno, tako da se rijetko i određuje. U feritnom lijevu s finim grafitom istezanje je veće nego u perlitnom lijevu, ali u oba slučaja ne prelazi 0,5%. 
Na tvrdoću sivog lijeva utječe manje oblik grafita, a više kemijski sastav i raspodjela grafita. S povećanjem postotka cementita raste i tvrdoća sivog lijeva. Tvrdoća sivog lijeva se kreće u granicama od 120 do 200 HB, a za kvalitetnije ljevove do 250 HB (tvrdoća po Brinellu).

## Proizvodnja sivog lijeva
Sivi lijev se dobiva taljenjem sirovog željeza, uz dodatke lomljevine, kružnog lijeva, čeličnih otpadaka i posebnih dodataka. Ulijeva se u kalupe i obično se zatim toplinski ne obrađuje. Sivi lijev sadrži vise od 2% ugljika, koji je uglavnom u obliku grafita (60 do 90%), a djelomično u obliku cementita. 

## Primjena sivog lijeva
Sivi lijev služi za različite namjene. Ako se upotrijebi kao građevni, trgovački ili umjetnički lijev (za izradu stupova, podložnih ploča, peći, radijatora, glačala, kipova, reljefa i slično, tada njegova svojstva čvrstoće nisu propisana. Ali ako služi kao strojni lijev za izradu različitih dijelova strojeva, tada su njegova svojstva propisana prema standardu HRN C.J2.020., i razvrstavaju se u 7 skupina: SL 10, SL 15, SL 20, SL 25, SL 30, SL 35 i SL 40.